# ビューティフル・ワールド (テイク・ザットのアルバム)
「ビューティフル・ワールド」（"Beautiful World"）はテイク・ザットの4thアルバムである。彼らにとっては11年振りになるアルバムである。

## 解説
このアルバムは、テイク・ザットによる「現代的な捻りを加えた、90年代への先祖返り」を表現したものである。また初めてメンバー全員が少なくとも一曲以上リード・ボーカルを務める曲があるアルバムである。
イギリスとアイルランドでは発売初週にチャート1位になり、批評家から良い評価を得た。2011年7月現在全世界で400万枚以上を売り上げている。現在もイギリスで最も売れたボーイ・バンドのアルバムの座にあり、337週間連続でチャートインし続けている。
ブリット・アワード2007で「ペイシェンス」が、ブリット・アワード2008では「シャイン」がそれぞれベスト・ブリティッシュ・シングルに選ばれている。

## 収録曲目
| #   | タイトル                                                                                  | 作詞・作曲                           | リード・ボーカル     | 時間 |
| --- | ----------------------------------------------------------------------------------------- | ------------------------------------ | -------------------- | ---- |
| 1.  | 「リーチ・アウト（Reach Out）」                                                           | テイク・ザット, ジョン・シャンクス   | ゲイリー・バーロウ   | 4:16 |
| 2.  | 「ペイシェンス（Patience）」                                                              | テイク・ザット, シャンクス           | ゲイリー・バーロウ   | 3:22 |
| 3.  | 「ビューティフル・ワールド（Beautiful World）」                                           | テイク・ザット, スティーヴ・ロブソン | ハワード・ドナルド   | 4:25 |
| 4.  | 「ホールド・オン（Hold On）」                                                             | テイク・ザット, シャンクス           | マーク・オーエン     | 3:56 |
| 5.  | 「ライク・アイ・ネヴァー・ラヴド・ユー・アット・オール（Like I Never Loved You At All）」 | テイク・ザット, シャンクス           | ゲイリー・バーロウ   | 3:44 |
| 6.  | 「シャイン（Shine）」                                                                     | テイク・ザット, ロブソン             | マーク・オーエン     | 3:31 |
| 7.  | 「アイド・ウェイト・フォー・ライフ（I'd Wait For Life）」                                 | テイク・ザット                       | ゲイリー・バーロウ   | 4:33 |
| 8.  | 「エイント・ノー・センス・イン・ラヴ （Ain't No Sense in Love）」                         | テイク・ザット, ビリー・マン         | ゲイリー・バーロウ   | 3:51 |
| 9.  | 「ホワット・ユー・ビリーヴ・イン （What You Believe In）」                                | テイク・ザット, アンダース・バッゲ   | マーク・オーエン     | 4:32 |
| 10. | 「マンキュニアン・ウェイ（Mancunian Way）」                                               | テイク・ザット, エグ・ホワイト       | ハワード・ドナルド   | 3:48 |
| 11. | 「ウドゥン・ボート（Wooden Boat）」                                                       | テイク・ザット, マン, シャンクス     | ジェイソン・オレンジ | 3:03 |
| 12. | 「バタフライ（Butterfly）」(隠しトラック)                                                 | テイク・ザット, シャンクス           | ゲイリー・バーロウ   | 3:45 |

| #   | タイトル                                                             | 作詞・作曲               | リード・ボーカル   | 時間 |
| --- | -------------------------------------------------------------------- | ------------------------ | ------------------ | ---- |
| 13. | 「シックス・イン・ザ・モーニング・フール （6 in the Morning Fool）」 | テイク・ザット, ホワイト | ゲイリー・バーロウ | 3:37 |

| #   | タイトル                                                  | 作詞・作曲                   | リード・ボーカル   | 時間 |
| --- | --------------------------------------------------------- | ---------------------------- | ------------------ | ---- |
| 13. | 「ビューティフル・モーニング（Beautiful Morning）」       | テイク・ザット, ベン・マーク | ゲイリー・バーロウ | 3:37 |
| 14. | 「ウィー・オール・フォール・ダウン （We All Fall Down）」 | テイク・ザット, シャンクス   | マーク・オーエン   | 3:37 |
| 15. | 「ルール・ザ・ワールド（Rule the World）」                | テイク・ザット               | ゲイリー・バーロウ | 4:58 |

| #  | タイトル                                            | 作詞 | 作曲・編曲 | ディレクター  | 時間 |
| -- | --------------------------------------------------- | ---- | ---------- | ------------- | ---- |
| 1. | 「ペイシェンス」                                    |      |            | David Mould   | 3:22 |
| 2. | 「シャイン」                                        |      |            | Justin Dickel | 3:31 |
| 3. | 「アイド・ウェイト・フォー・ライフ」                |      |            | Sean Sparengo | 4:33 |
| 4. | 「ルール・ザ・ワールド」                            |      |            | Barney Clay   | 4:58 |
| 5. | 「ザ・メイキング・オブ “ビューティフル・ワールド”」 |      |            |               |      |

## スタッフ

### ミュージシャン
- ゲイリー・バーロウ – ピアノ
- Jake Davies – キーボード
- ロンドン・フィルハーモニー管弦楽団 – オーケストラ
- Jamie Muhoberac – キーボード
- Jeff Rothschild – ドラム
- John Shanks – ベース, ギター, キーボード
- Gavyn Wright – 指揮者

### プロダクション
- John Shanks – プロデューサー, プロダクション・コーディネーター
- Shari Sutcliffe – プロダクション・コーディネーター
- Will Malone – 編曲
- Jamie Muhoberac – レコーディング・エンジニア, ミキシング
- Robin Baynton – アシスタント・エンジニア
- Andrew Dudman – アシスタント・エンジニア
- Jake Jackson – アシスタント・エンジニア
- Lewis Jones – アシスタント・エンジニア
- Sam "Stovepipe No. 1" Jones – アシスタント・エンジニア
- Lars Fox – デジタル・エディティング
- Ted Jensen – マスタリング